# ジャカルタ
ジャカルタ首都特別州（ジャカルタしゅととくべつしゅう、インドネシア語: Daerah Khusus Ibukota Jakarta）、通称ジャカルタ（尼: Jakarta、インドネシア語発音: [dʒaˈkarta] ( 音声ファイル)）は、インドネシアの首都であり同国最大の都市。ジャワ島にある。
人口は1000万人を超えており、2016年の近郊を含む都市圏人口は3,120万人と、東京都市圏に次いで世界第2位。世界屈指のメガシティであり、東南アジア有数の世界都市でもある。東南アジア諸国連合 (ASEAN) の事務局が置かれる。

## 名称
古くはスンダクラパ（スンダ語: Sunda Kelapa, (スンダのココナッツ), 397年 - 1527年）と呼ばれていた。
1527年にファタヒラー率いるイスラム軍がポルトガル軍を追放してこの地を手中に収めたことからジャヤカルタ（梵: Jayakarta, 偉大なる勝利, 1527年 - 1619年）と改められた。
1619年にオランダ東インド会社がこの地を制圧し、バタヴィア（蘭: Batavia, バタヴィの土地, 1619年 - 1942年）に改めた。
第二次世界大戦中の1942年に日本がこの地を制圧し、ジャカルタ（尼: Djakarta, 1942年 - 1972年）に改められ、1950年のインドネシア共和国成立後もこの名称が使用された。また、1972年に綴りがインドネシア語正書法のJakartaに改められた。
ジャガタラ (Jacatra) とも呼ばれ、オランダとの交易を持った日本では、江戸時代以降この名が定着し（ジャガイモもこの名に由来する）、ジャカルタという都市よりジャワ島全体を指す呼称として用いられた。
ジャカルタの名称は、サンスクリットの（ジャヤ, [栄光・勝利]）+कृत（カルタ, 達成・獲得）の二つの単語から作られた合成語が起源である。
「ジャカルタ首都特別州」は外務省の呼び名で、同市と姉妹都市関係を結ぶ東京都ではジャカルタ特別市と呼んでいる（英語正式表記もSpecial Capital Region of Jakarta）。

## 歴史

### オランダ以前
ジャカルタはもともと、16世紀初めまで、西ジャワのパジャジャラン王国の港町、スンダ・クラパとして発展した。14世紀に成立した中国・明朝のもとでインドネシアの海域は册封体制下におかれ、アジア域内における交易ネットワークに組み込まれていた。スンダ・クラパもまた、この海域の他の港市とともに、中国との朝貢貿易や私貿易、中継貿易で重要な港町として発展した。
スンダ・クラパをジャヤカルタ (Djajakarta) と改名したのは、1527年にこの地を征服したバンテン王国のスルタン、ファタフィラである。

### バタヴィア市の成立

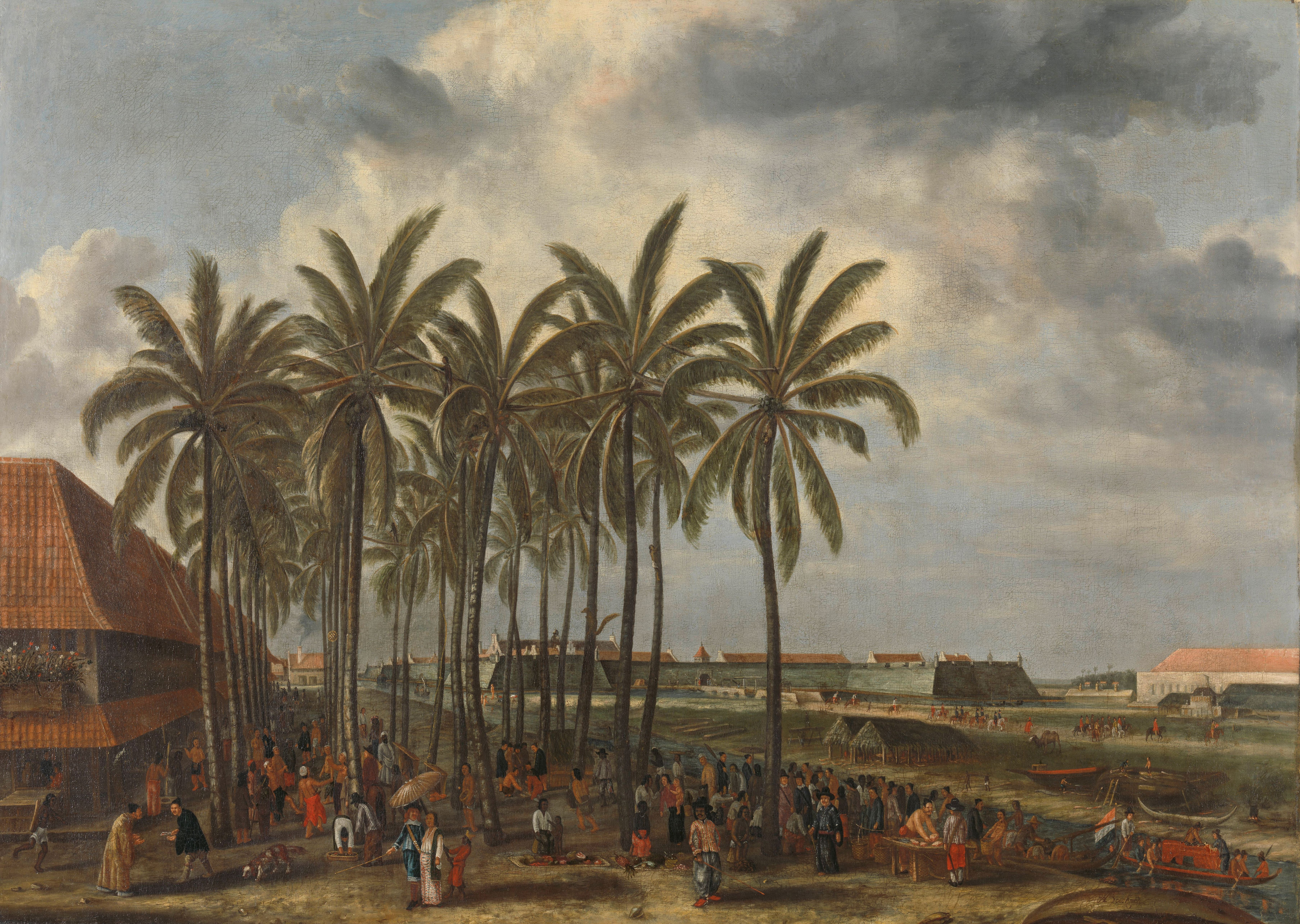
バタヴィア城（1656 - 58年頃、画: Andries Beeckman.）

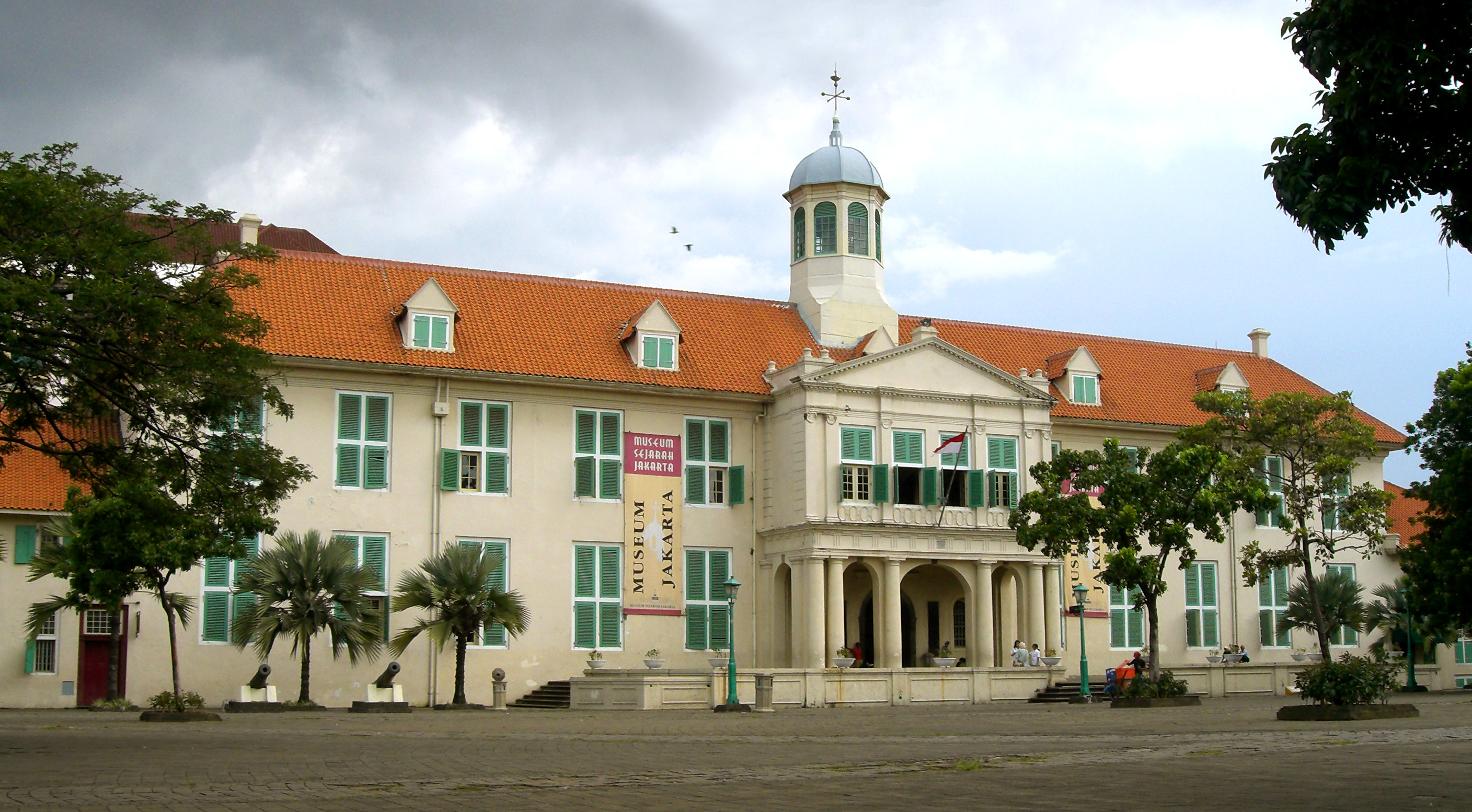
バタヴィア市庁舎、現在はジャカルタ歴史博物館

16世紀末に、この海域でのポルトガルの香辛料独占に対抗するため進出してきたオランダは、西ジャワの王族の内紛に介入し、その一方に軍事援助を行う見返りとして、ジャヤカルタを手に入れた。1619年、オランダ東インド会社総督、ヤン・ピーテルスゾーン・クーンがジャヤカルタに要塞を建設し、この地をオランダの先住民バタウィにちなんで、バタヴィアと改称した。その後、オランダ東インド会社の基地として、さらに後にはオランダ領東インド国家の中心都市として発展していくことになった。1629年には東隣の中部ジャワを統べる大国であったマタラム王国のスルタン・アグンが侵攻して来たものの、クーンが築いた城壁によって撃退に成功し、これがジャカルタ市拡大の契機となった。チリウン川は直線に流路を改修され、それまでチリウン川東岸に限られていた城壁が拡張されて西岸にも達し、川を市街の中心として両岸に市街地が広がるようになった。また、街の周囲には運河兼用の掘割が張り巡らされ、石やレンガ造りのオランダ風の建物が立ち並び、当初「東洋の真珠」と呼ばれる美しい町並みとなったが、この町並みはジャワの気候とは必ずしもあっていなかった上に、城壁内の風通しが悪かったことや周囲の水質悪化によって死亡率が非常に高くなり、やがて「東洋の墓場」とも呼ばれるようになった。また、このころにはジャワ人やアンボン人、スンダ人など、オランダ領東インド各地からバタヴィアへやってきた人々の混血が進み、ベタウィ人と呼ばれる新しい民族集団が誕生した。

### ウェルトフレーデンの開発
フランス革命の余波によってオランダ連邦共和国が滅び、バタヴィア共和国が成立すると、バタヴィアもバタヴィア共和国の領土となった。1807年には東インド総督としてヘルマン・ウィレム・ダーンデルスがバタヴィアに赴任したが、彼はバタヴィア（現コタ地区）が瘴癘の地と化していることを知り、その南に広がるやや標高の高いウェルトフレーデン地区を開発し、ここを行政の中心とした。ウェルトフレーデンには官庁が立ち並び、ワーテルロー広場（バンテン広場）を町の中心として開発が進められたものの、ワーテルロー広場が手狭であったためやがてその西にあった練兵場であるコーニングス広場（ムルデカ広場）付近に官庁が移転していき、ここが街の中心となっていった。
1811年にはイギリスがバタヴィアを占領し、イギリス東インド会社の元でトーマス・ラッフルズが副総督としてこの地を統治した が、1817年にはオランダ王国へと返還され、再びオランダ領東インドの政治的中心として発展していった。
1873年にはジャカルタとボゴール間に鉄道が開通し、1877年には市の北東に新港であるタンジュンプリオク港が開港した。ジャカルタの市街地は19世紀から20世紀初頭にかけて南へと一貫して伸びていった。1912年にはウェルトフレーデンの南のゴンダンディアが白人居住区となり、さらに南のメンテン地区にも住宅街が広がっていった。

### 日本
第二次世界大戦では、1942年初頭に大日本帝国がオランダ植民地軍を破り東インドのほぼ全域を占領し、その後日本軍政当局がバタヴィアをジャカルタと改称した。以後、その名称は現在に至っている。なお日本軍は市政からオランダ人を放逐した。日本軍の占領は1945年8月まで続いた。

### 独立後
日本軍が降伏すると、スカルノらは1945年8月17日にジャカルタでインドネシア共和国の独立を宣言したが、
同年9月8日、連合国の俘虜救恤隊がジャカルタの空港に到着。さらに復帰したオランダ軍によって再びジャカルタは占領された。この時期、オランダは市の南部に高級住宅街クバヨラン・バルを建設するなど、再び長期統治の姿勢を見せた。しかしオランダとの独立戦争はインドネシアの勝利に終わり、1949年にジャカルタからオランダ軍は撤退してジャカルタはインドネシア共和国の首都となった。
1950年には周辺地域をジャカルタに編入し、市域は大幅に拡大した。独立後、政治機能のみならずそれまでスラバヤなどいくつかの都市と同じ規模であった経済機能もジャカルタに集中することで都市機能が肥大化し、地方・島嶼部の人口が大量に流入してアジアでも最大規模の都市の一つとなった。また、インドネシア共和国の中心としてスカルノはモナスなど大量のモニュメントを市内に建設していった。
1966年から1977年にかけて在任したアリ・サディキン知事の下で都市基盤の整備が開始され、やがて南北方向だけでなく東西方向へも都市開発が進んでいった。ニュータウンの開発が進められる一方で、市内各所にある住宅の密集地域であるカンポンの改良計画も行われるようになった。しかし他の発展途上国の首都同様、現在でも交通や住宅などインフラ設備が整うには程遠く、深刻な都市問題を抱える。
1997年に起きたアジア通貨危機により景気が悪化し、1998年5月のジャカルタ暴動の引き金となる。この暴動で、多くの華人の店舗が焼かれた。2018年8月から10月にかけて、アジア競技大会・アジアパラ大会が開催される。ジャカルタでのアジア競技大会の開催は1962年以来56年ぶり2度目。

### 首都移転計画
交通渋滞・自然災害などを理由にジャカルタのあるジャワ島外に移転すると首都移転が計画され2019年に閣議決定された。ジョコ・ウィドド大統領は同年8月、自身のTwitterで首都の移転先をジャワ島外とすると発表した。新首都の最適候補地としてカリマンタン島（ボルネオ島）東岸の東カリマンタン州クタイカルタネガラ県と北プナジャムパスル県の両県にかかる地域であるバリクパパン近郊であるとした。
なお移転にかかる経費は3兆円超と膨大な費用がかかる上、2020年以降は新型コロナウイルスの感染拡大の影響があり、具体的な動きは先送りされた。2024年以降に計画の再始動が予定されているが、実現は2030年代後半以降になる見込み。2024年に移転を開始し、2045年までの完了を目指すとする説明もある。
2022年1月18日、このバリクパパン近郊の新首都名を「ヌサンタラ」とすることがインドネシア議会で可決されたことをスハルソ・モノアルファ国家開発企画庁長官が明らかにした。2024年11月19日には国会でジャカルタから首都としての地位を正式に削除し、特別行政区とする法案が可決された。

## 気候
ジャカルタはケッペンの気候区分では熱帯モンスーン気候 (Am) に属し、高温多湿である。気温は一年中ほとんど変わらないが、赤道に比較的近いにもかかわらず明確な雨季と乾季がある。7月から10月にかけての4ヶ月は乾季であり、11月から6月までの8ヶ月は雨季にあたる。ジャカルタで最も降雨が多いのは1月で、389.7 mmの降雨がある。逆に最も降雨が少ないのは9月で、月平均降水量は30.0 mmである。
| ジャカルタの気候                                                   | ジャカルタの気候 | ジャカルタの気候 | ジャカルタの気候 | ジャカルタの気候 | ジャカルタの気候 | ジャカルタの気候 | ジャカルタの気候 | ジャカルタの気候 | ジャカルタの気候 | ジャカルタの気候 | ジャカルタの気候 | ジャカルタの気候 | ジャカルタの気候 |
| 月                                                                 | 1月              | 2月              | 3月              | 4月              | 5月              | 6月              | 7月              | 8月              | 9月              | 10月             | 11月             | 12月             | 年               |
| ------------------------------------------------------------------ | ---------------- | ---------------- | ---------------- | ---------------- | ---------------- | ---------------- | ---------------- | ---------------- | ---------------- | ---------------- | ---------------- | ---------------- | ---------------- |
| 平均最高気温 °C （°F）                                             | 31.5 (88.7)      | 32.3 (90.1)      | 32.5 (90.5)      | 33.5 (92.3)      | 33.5 (92.3)      | 34.3 (93.7)      | 33.3 (91.9)      | 33.0 (91.4)      | 32.0 (89.6)      | 31.7 (89.1)      | 31.3 (88.3)      | 32.0 (89.6)      | 32.6 (90.7)      |
| 平均最低気温 °C （°F）                                             | 24.2 (75.6)      | 24.3 (75.7)      | 25.2 (77.4)      | 25.1 (77.2)      | 25.4 (77.7)      | 24.9 (76.8)      | 25.1 (77.2)      | 24.9 (76.8)      | 25.5 (77.9)      | 25.5 (77.9)      | 24.9 (76.8)      | 24.9 (76.8)      | 24.8 (76.6)      |
| 雨量 mm （inch）                                                   | 389.7 (15.343)   | 309.8 (12.197)   | 100.3 (3.949)    | 257.8 (10.15)    | 139.4 (5.488)    | 83.1 (3.272)     | 30.8 (1.213)     | 34.2 (1.346)     | 30.0 (1.181)     | 33.1 (1.303)     | 175.0 (6.89)     | 123.0 (4.843)    | 1,706.2 (67.173) |
| 平均降雨日数                                                       | 26               | 20               | 15               | 18               | 13               | 17               | 5                | 5                | 6                | 9                | 22               | 12               | 168              |
| % 湿度                                                             | 85               | 85               | 83               | 82               | 82               | 81               | 78               | 76               | 75               | 77               | 81               | 82               | 81               |
| 平均月間日照時間                                                   | 189              | 182              | 239              | 255              | 260              | 255              | 282              | 295              | 288              | 279              | 231              | 220              | 2,975            |
| 出典1：World Meteorological Organization                           |                  |                  |                  |                  |                  |                  |                  |                  |                  |                  |                  |                  |                  |
| 出典2：Danish Meteorological Institute (sun and relative humidity) |                  |                  |                  |                  |                  |                  |                  |                  |                  |                  |                  |                  |                  |

## 地理

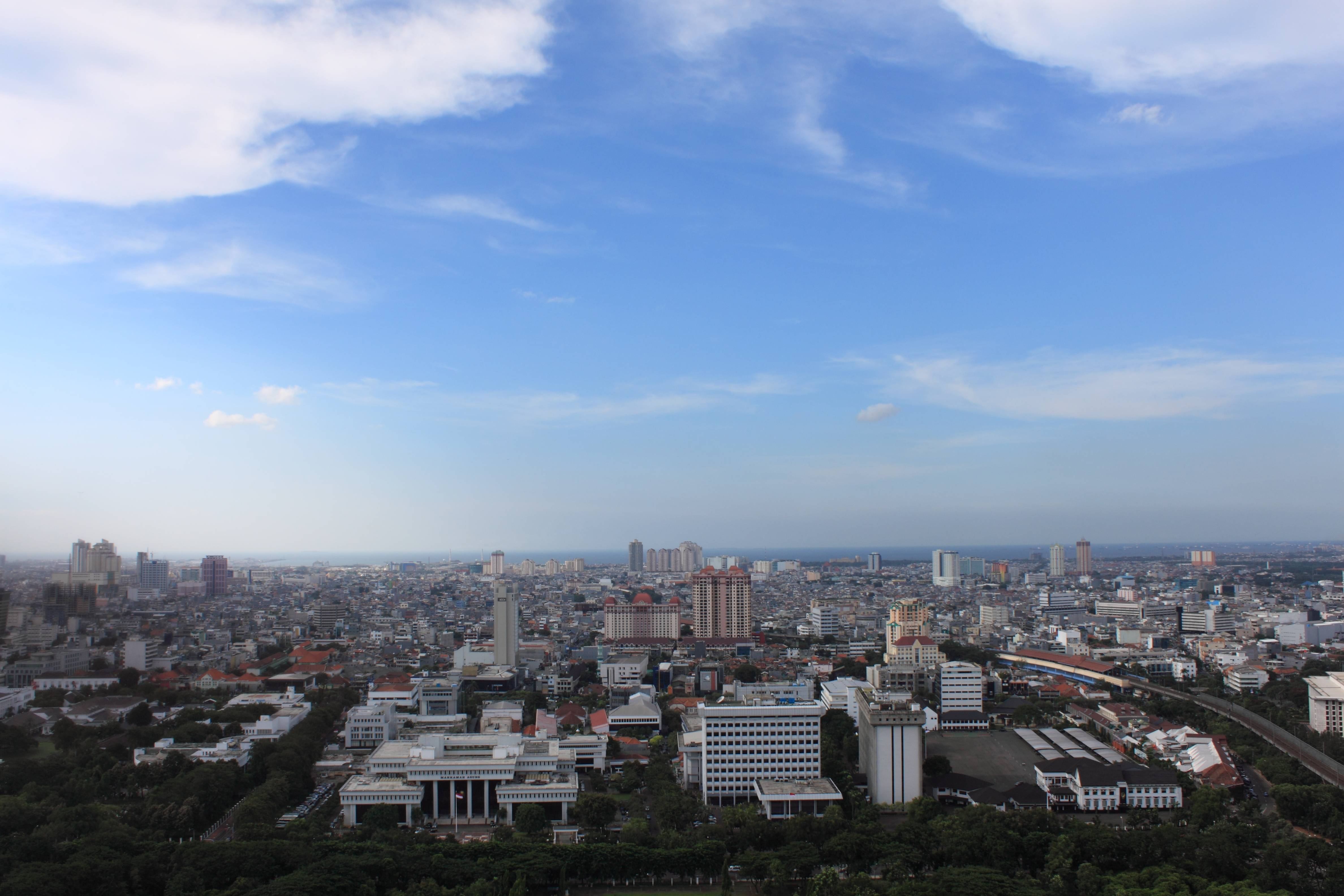
上空から見た北ジャカルタ市街

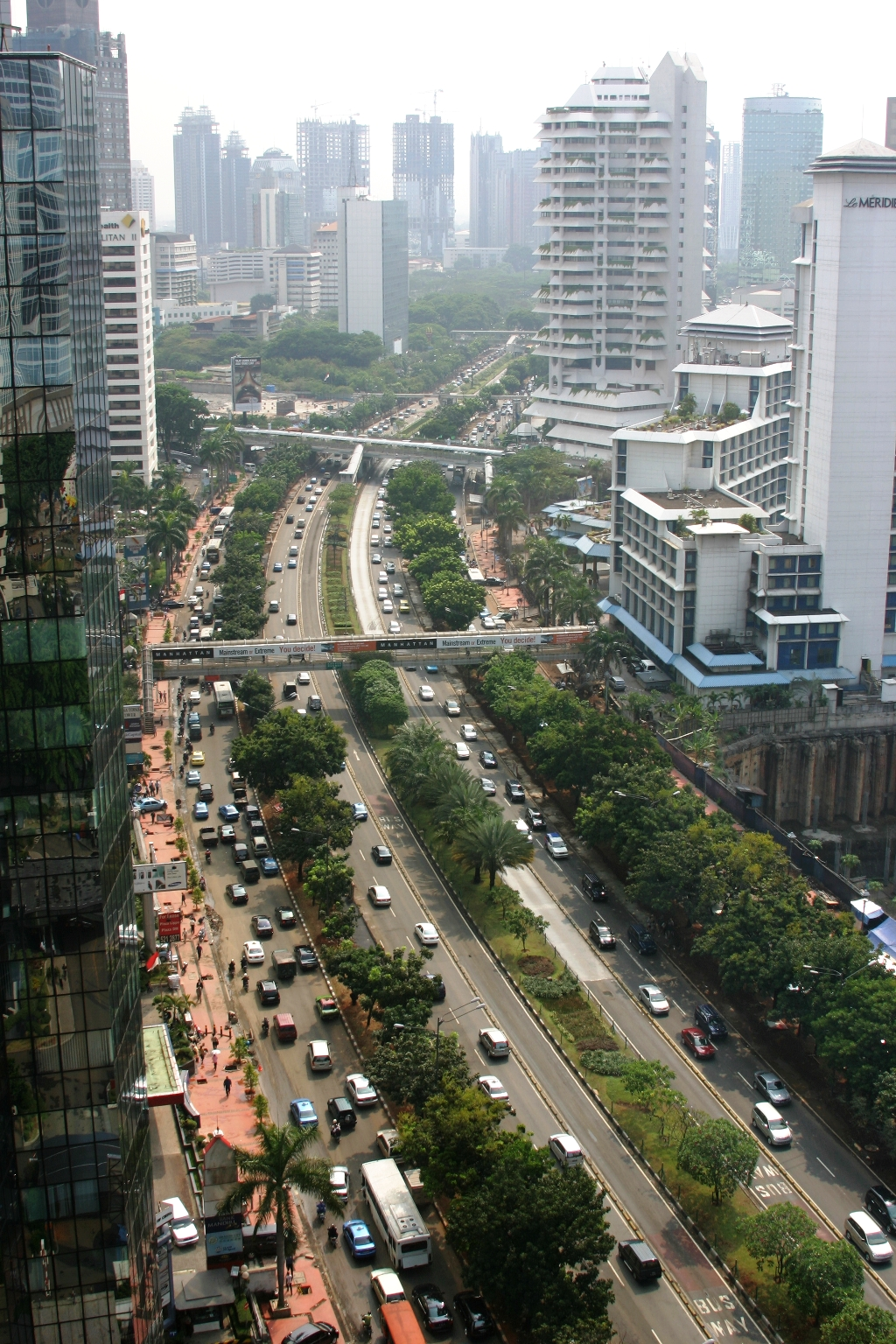
ビジネス街を通る幹線道路

ジャワ島北西岸、チリウン川河口に位置する。海岸に近い旧市街と内陸部の新市街に分かれている。インドネシア最大の商業都市であり大規模な繁華街が展開している。北部のタンジュンプリオク地区に港湾施設があり、工業地域となっている。繊維工業・造船業などが行われているものの比較的小規模である。ジャカルタ特別区は、陸地面積662 km2、水域面積6,977 km2から成る。
ジャカルタの北部の海抜は低く、南部は丘陵地となっている。そのため河川は南部から北部へと流れる。最も重要な河川はチリウン川で、ジャカルタ市域のほぼ中央を流れている。これらの河川は、ジャカルタの低い地形、潮の干満、そして雨季の降水量によってしばしば氾濫を起こす。特にジャカルタの後背地であり水源である南部のボゴール市やデポック市は、都市化による人口増加と森林伐採によって近年洪水は被害を拡大する傾向にある。さらに、洪水は直接的な被害のみならず、社会経済的に複雑な問題をジャカルタにもたらす引き金となっている。1996年の洪水時には 5000ヘクタールが浸水し、2007年の大洪水時には 5兆2000億ルピアの被害と85名の死者を出し、少なくとも35万人が家屋に被害を受け 、ジャカルタ市域の70%が浸水し、一部地域では水深は4mにまで達した。
2011年にバンドン工科大学の測地学研究者であるHeri Andreasは「ジャカルタは毎年5 - 10センチずつ地盤沈下しており、北部では20センチ沈下しているところもある」と話し、流体力学専門家のJan Jaap Brinkmanは原因としてショッピングモールや団地による深層地下水の汲み上げがジャカルタの沈下を引き起こしていると話した。Jakarta Coastal Defense Strategy (JCDS) の調査によると、ジャカルタの50％が2021年から2031年にかけて海面下に沈むと報告された。
ジャカルタ行政区を含めた4地域はまとめて、ジャボデタベック (Jabodetabek) と呼ばれている。これは、ジャカルタ (Jakarta) と西ジャワ州のブカシ市 (Bekasi)、ボゴール市 (Bogor)、デポック市 (Depok)、バンテン州のタンゲラン市 (Tangerang) の頭文字を繋ぎ合わせたもので、ジャカルタ首都圏の呼称として定着している。

## 行政区画
ジャカルタ首都特別州には5つの行政市（Kota Administrasi, 日本の政令指定都市の行政区に相当）と、リゾートとして知られる島嶼部のケプラウアン・セリブ（千の島）から成る1つの行政県 (Kabupaten Administrasi) がある。その5市 (kotamadya) は、43区 (Kecamatan) にわかれ、さらにその下に265町 (Kelurahan) - 2499町内 (Rukun Warga) - 2万8981隣組 (Rukun Tetangga) がある。かつてはジャカルタの知事は官選であったが、2007年8月、地方分権化の一環として史上初のジャカルタ知事選挙が行われ、民選の知事が誕生した。
1945年から1960年まではジャカルタには市長がいたが、1960年の終わりには市長から知事へと変わった。1974年、地方自治体の基礎となる「1974年の法律第5号」によって、ジャカルタはインドネシアの首都であり、インドネシアを構成する26州のうちのひとつと定められた。
| 行政市(Kota Administrasi) /行政県 (Kabupaten Administrasi) | 面積 (km2) | 総人口 (2010) | 男性人口  | 女性人口  | 人口密度 (km2) |
| ---------------------------------------------------------- | ---------- | ------------- | --------- | --------- | -------------- |
| 南ジャカルタ市 (Jakarta Selatan)                           | 141.27     | 2,057,080     | 1,039,677 | 1,017,403 | 14,561         |
| 東ジャカルタ市 (Jakarta Timur)                             | 188.03     | 2,687,027     | 1,368,857 | 1,318,170 | 14,290         |

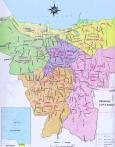
ジャカルタ首都特別州の区画図

| 中央ジャカルタ市 (Jakarta Pusat)                           | 48.13      | 898,883       | 453,505   | 445,378   | 18,676         |
| 西ジャカルタ市 (Jakarta Barat)                             | 129.54     | 2,278,825     | 1,162,379 | 1,116,446 | 17,591         |
| 北ジャカルタ市 (Jakarta Utara)                             | 146.66     | 1,645,312     | 824,159   | 821,153   | 11,218         |
| セリブ諸島 (Kepulauan Seribu)                              | 8.7        | 21,071        | 10,695    | 10,376    | 2,422          |
| 合計 (DKI JAKARTA)                                         | 662.33     | 9,588,198     | 4,859,272 | 4,728,926 | 14,476         |

ジャカルタは、次の各地域に分かれている。
中央ジャカルタ市 (Jakarta Pusat) はジャカルタ5市の中で面積人口ともに最小であるが、ジャカルタの中央に位置し政治経済の中枢が集中しており、ジャカルタの中心部となっている。オランダ植民地時代のからの官庁街でありムルデカ広場、独立記念塔（モナス）、ムルデカ宮殿、国立モスク、ジャカルタ大聖堂、インドネシア国立中央博物館などもここに位置している。在インドネシア日本大使館も中央ジャカルタ市にある
北ジャカルタ市 (Jakarta Utara) は、ジャカルタ5市の中で唯一ジャワ海に面している。北ジャカルタはジャカルタ市発祥の地であり、かつてバタヴィアと呼ばれオランダ東インド会社の一大拠点であったジャカルタ旧市街コタ地区の大部分を含んでいる。旧市街には植民地時代の古い建物が残っており、観光の目玉となっている。コタ地区の南西にはチャイナタウンが広がっている。また北ジャカルタにはアンチョール遊園地もあり、観光エリアとなっている。北東部にはジャカルタの産業港であるタンジュンプリオク港があり、大規模・中規模の工業が集積している。
南ジャカルタ市 (Jakarta Selatan) はもともとジャカルタの衛星都市並びにベッドタウンとして開発された地域であり、近代的な大規模ショッピングモールや、高級住宅、高層アパートメントが多く集まる地域となっている。インドネシアのリトル東京と言われるブロックM (Blok M) は、かつては日本人向けの歓楽街の様相を呈していたが、昨今はインドネシアの大衆若者文化の情報発信拠点へと変化をしてきている。ジャカルタのCBD (Central Business District) 地域は南ジャカルタのSetia Budi地区と、それに隣接する中央ジャカルタ市のTanah Abang/Sudirman地区に集中している。
西ジャカルタ市 (Jakarta Barat) は小企業がジャカルタでもっとも密集している地域である。西ジャカルタはジャカルタの旧市街の一部を含んでいる。
東ジャカルタ市 (Jakarta Timur) はいくつかの産業の集積する工業地帯となっている。この地域には水田や湿地などがまだわずかながら残っている。
ケプラウアン・セリブ県（Kepulauan Seribu、千の島）はジャワ本島ではなく、ジャカルタの北のジャワ海に浮かぶ110の島々からなっている。この島々は独自で価値ある生態系を持っている。この豊かな自然を生かし、ダイビングや水上オートバイ、ウィンドサーフィンなどのマリンスポーツが盛んであり、上記二つを目的に多くの観光客が訪れる。島々の間の交通機関はスピードボートや小型のフェリーが中心である。

## 人口推移
2010年の人口調査の結果では、ジャカルタの人口は958万人となっている。この結果、ジャカルタの人口密度は14,464人/km2となり、世界で9番目に人口密度の高い大都市となった。

## 経済

### 日系企業
日本企業が多く進出し、自動車・オートバイ・工業製品などの生産を行っている。日本企業の工場は、タンジュンプリオク・プロガドゥンなどのジャカルタ行政区内やジャカルタの東側に隣接する、西ジャワ州ブカシ県に多く建設されている。都市部の人件費や物価の高騰から2000年代は東側に進出する傾向が強まり、中でもチカンペック高速道路沿いには日系商社が開発した工業団地が集中し、カラワン県などの工場団地に多く工場が建設されている。
地元TV局のRCTIが石森プロダクション・伊藤忠商事・バンダイと提携して放送中の特撮変身ヒーロー番組『ガルーダの戦士ビマ』は当市で撮影されている。
日系企業が進出している主な工業団地（いずれもジャカルタと隣接するブカシ県にある）
- MM2100 (Cibitung, Bekasi)
- EJIP (West Karawang, Bekasi)
- Jababeka (Cikarang, Bekasi)
- Deltamas GIIC (Cikarang, Bekasi)
- Delta Silicon (Cikarang, Bekasi)
- Lippo Cikarang (Cikarang, Bekasi)
- KIIC/ Karawang International Industrial City (Karawang, Bekasi)

## 観光

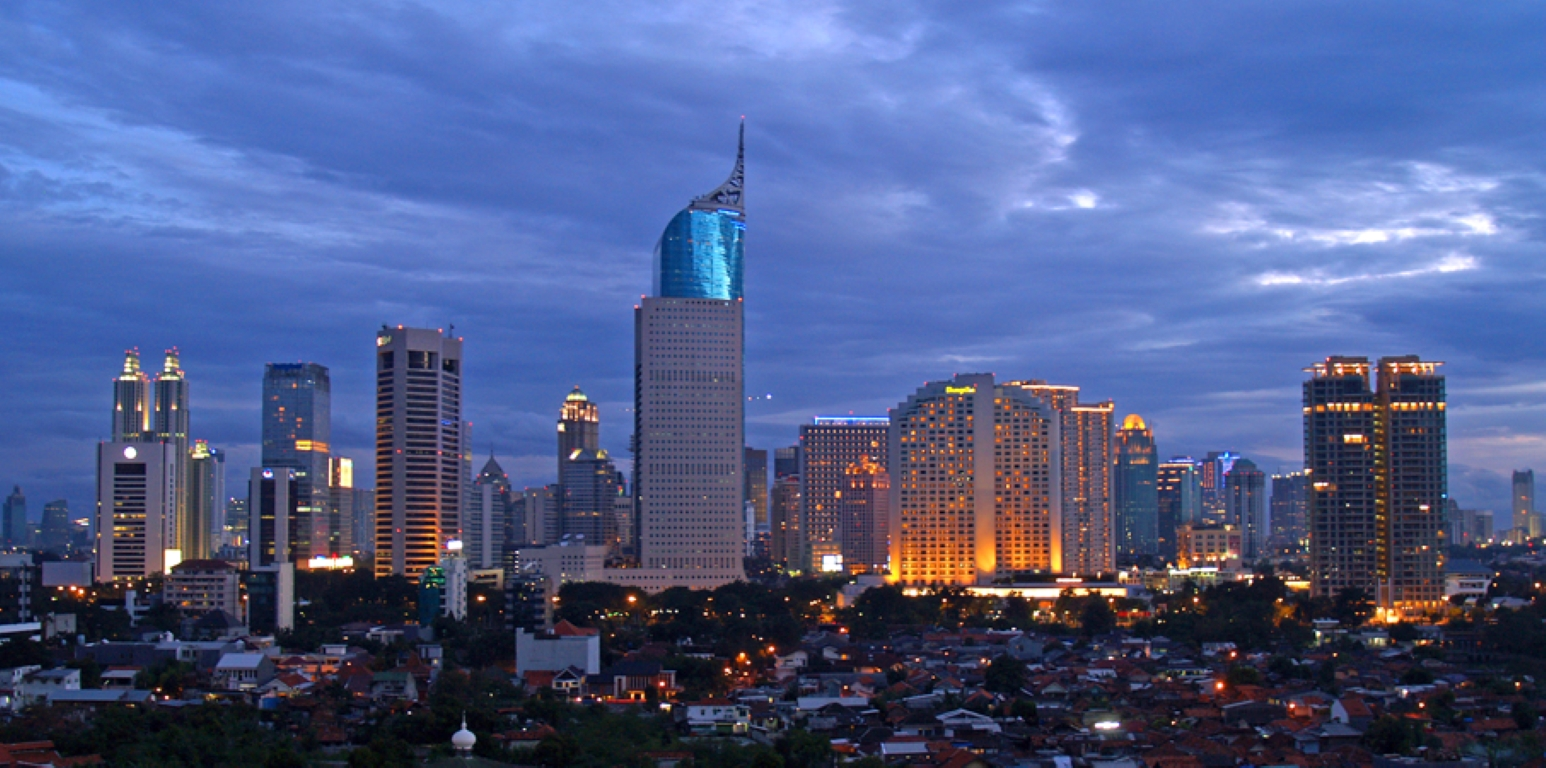
ジャカルタの夜景

モナスとジャカルタ

### 地区
- コタトゥア - 旧バタヴィアの北部

ジャカルタの旧市街で歴史的建造物が多い。最北にはかつて栄えたスンダ・クラパ港がある。
- ブロックM - ショッピングエリア

南ジャカルタに位置しており、バスのターミナル、デパート、レストラン、カラオケ店が多く密集している商業地区。娯楽地区であるブロックMの中央にはBlok M Mallがあり、一般大衆をターゲットとした小規模小売店や大型スーパーマーケットのCarrefourがテナントとして入っている。また同地区東にデパート・パサラヤ (Pasaraya)、同地区西にショッピングモールのBlok M Plaza がある。
- ジャラン・ジャクサ

タムリン地区の東側の裏通りの通り名。ムルデカ広場の南側に位置する。バッグパッカー向けの安宿が立ち並ぶ。
- ジャラン・タムリン (Jl. M.H. Thamrin)/ジャラン・スディルマン (Jl. Jenderal Sudirman)

官公庁＆ビジネス街として知られる通りである。タムリン通りには在インドネシア日本国大使館がある。また日系を含む多くの外資系企業の現地法人本社や駐在事務所が存在する。タムリン通りとスディルマン通りは事実上1本の道であり、途中には戦後賠償によって建てられたHotel Indonesia（現在はHotel Indonesia Kempinskiとして運営されている）や、高級モールであるGrand Indonesia (Hotel Indonesia Kempinski併設) と、Plaza Indonesia（Grand Hyatt Jakarta併設) もある。

### 建築物

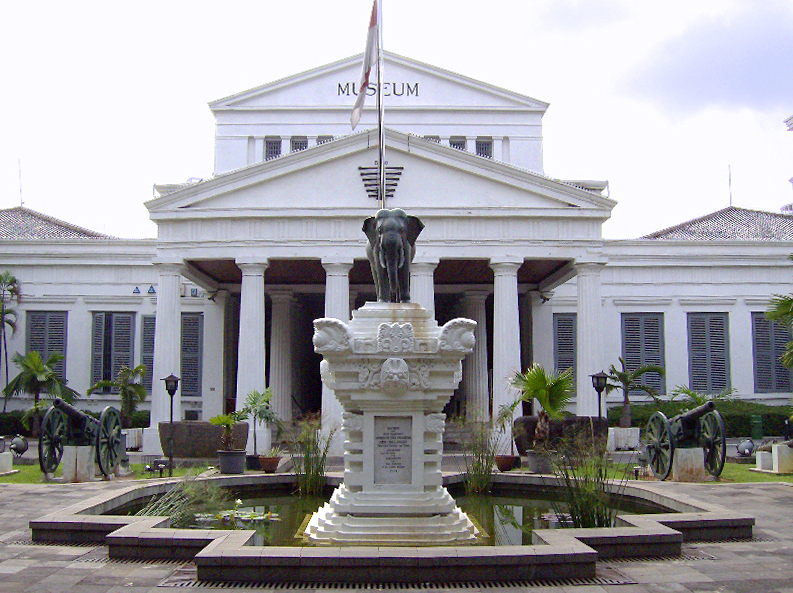
国立中央博物館

- モナス - 独立記念塔。高さ137メートル。ムルデカ広場の中心にある。ガンビル駅に隣接。
- 国立中央博物館 (Museum Pusat) - 独立記念広場に隣接。ジャワ原人の頭蓋骨を展示（ただしレプリカ）。交易時代、日本からもたらされた陶磁器なども展示されている。
- イスティクラル - 国立モスク。世界で第3位、また東南アジアで最大規模のイスラム教礼拝堂。
- ジャカルタ大聖堂 - ジャカルタ大司教座。
- アンチョール - 遊園地。ジャカルタの北部海岸沿いにある。

## 交通

### 市内一般道
ジャカルタは常に深刻な交通渋滞に悩まされており、世界的に見ても最悪レベルの停滞率である。
1992年より市内目抜き通りの解消のために「Three in One」のルールを導入していた。これは、平日午前7:00から午前10:00まで、また午後4:00から午後7:00までの通勤ラッシュの時間帯、指定道路には「1台に3人以上乗っている乗用車しか乗り入れができないというものであった。しかし規定人数に満たない自家用車への同乗を仕事とする「ジョッキー」という人たちが発生したため、この規制は有名無実化となっていた。
そこでジャカルタ州政府は2016年より「Three in One」に代わる新たな規制として「車両ナンバープレート末尾数字の奇数・偶数 (Ganjil Genap)」を利用した流入規制を開始している。カレンダー偶数日には車両ナンバープレート末尾数字の偶数車両が、また奇数日には奇数車両の通行が可能である。この規制が適用される時間帯と適用道路は以下の通りである。
○規制適用時間帯：平日の午前6時から午前10時まで、午後4時から午後8時まで (土日祝祭日は規制の適用外)
○規制適用道路：Jl. Medan Merdeka Barat、Jl. M.H. Thamrin、Jl. Jenderal Sudirman、Jl. Sisingamangarajaの全線、及びJl. Gatot Subrotoの一部 (Persimpangan Jl. HR Rasuna Said と Gerbang Pemudaの間)

### 空港

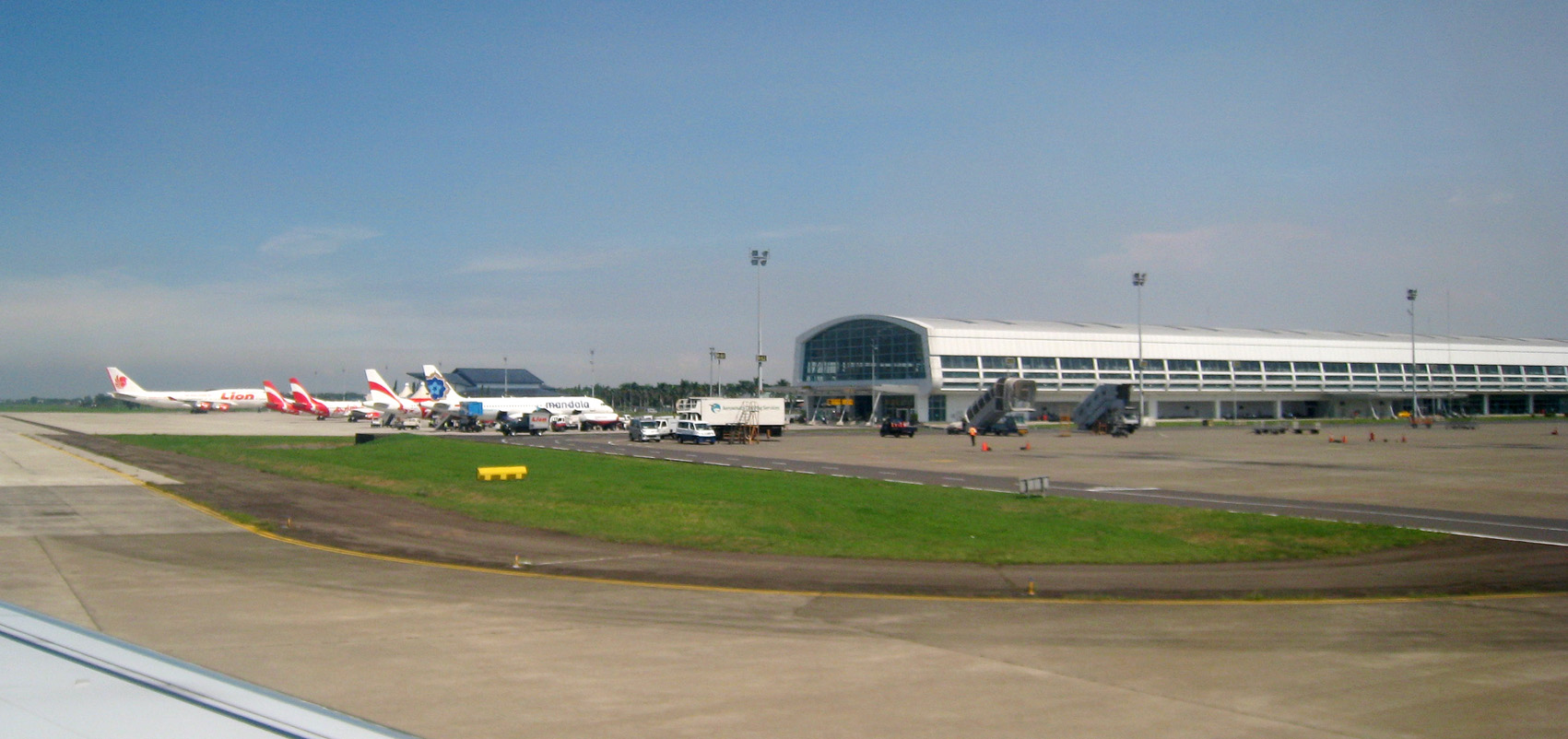
スカルノハッタ国際空港第3ターミナル

ジャカルタ市の北西に隣接するスカルノハッタ国際空港（西ジャワ州タンゲラン県チェンカレン地区）がジャカルタのメイン空港であり、ここから各地へ国際線、国内線が就航する。空港名は独立時の大統領と副大統領であったスカルノとモハマッド・ハッタにちなんで名づけられた。この空港はインドネシア人にはチェンカレンまたはソエッタの通称で呼ばれている。空港のIATAコードであるCGKは、空港所在地であるチェンカレン (Cengkareng) に由来している。スカルノハッタ国際空港は年6300万（2017年実績値）が利用するインドネシア最大規模の空港である。
ジャカルタの第二空港であるハリム・ペルダナクスマ国際空港は市の南東に位置し、1985年にスカルノハッタ国際空港が開港するまではジャカルタのメイン空港であった。現在ではプライベートやVIP機・大統領機・軍用機などの発着、及びメッカ巡礼のフライトに供されている。
ジャカルタ都市圏にはこの他に、Pondok Cabe空港や、離島であるケプラウアン・セリブ (Kepulauan Seribu) 県のプラウ・パンジャン (Pulau Panjang) 飛行場などがある。

### 鉄道

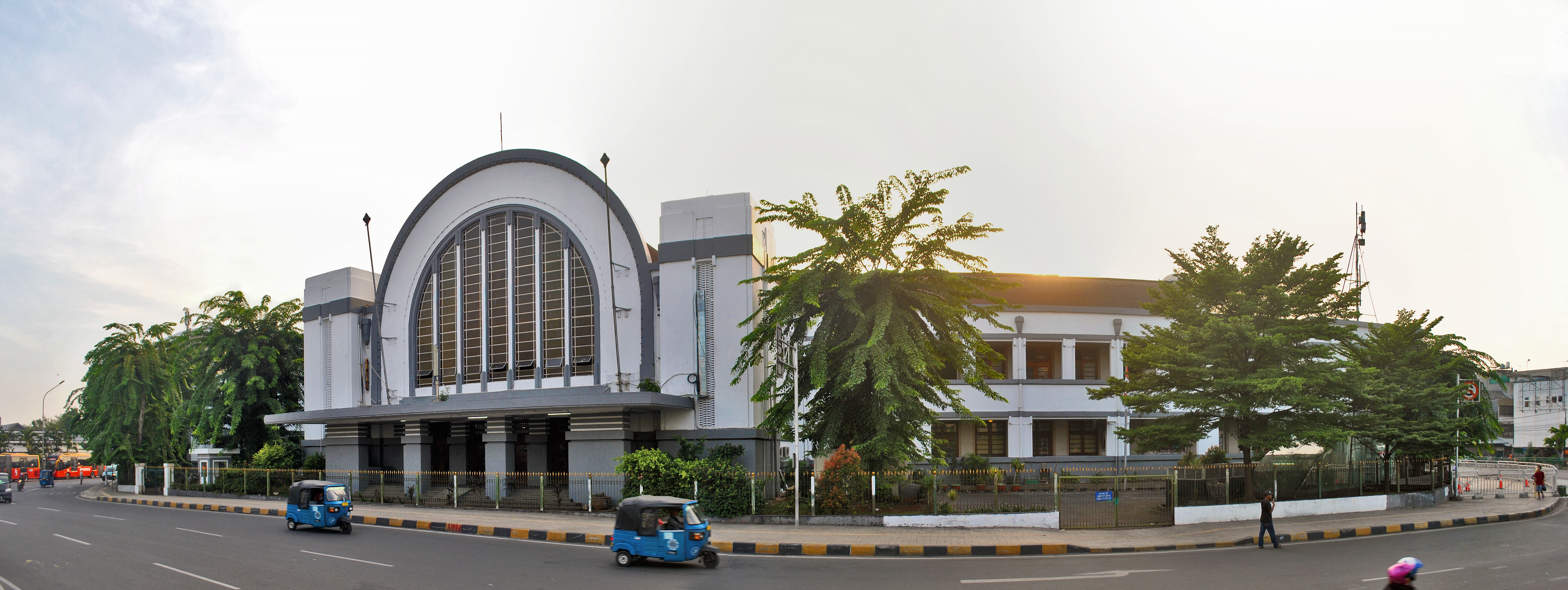
ジャカルタコタ駅

地域内には国営会社のPT. Kereta Apiが運営する鉄道が走っている。ジャカルタコタ駅が近郊路線（コミューターライン）のターミナル駅となっているが、中長距離列車はガンビル駅やパサール・スネン駅から、2023年10月に開業したジャカルタ・バンドン高速鉄道はハリム駅から発着する。日本から中古で輸入されたJR東日本の205系をはじめとした日本製中古電車が近郊部を結ぶ通勤電車として運行されている。スカルノ・ハッタ空港線はスカルノハッタ国際空港とを結ぶ路線で2017年12月に開通した。
ジャカルタ・モノレールが構想され、2004年から建設が開始されたが財政・法律上の問題により中止と再開を繰り返し、2015年に正式に計画はキャンセルされた。
Jakarta Mass Rapid Transit（Mass Rapid Transit、都市内部の高速交通機関）は市内中心部の輸送力を増強し道路の混雑緩和を図るため、南ジャカルタのルバックブルスから中央ジャカルタのドゥクアタスの間の14.5 kmの建設が進められてきた。2006年11月、インドネシアと日本の間で円借款の調印が行われ、2008年6月にMRT条例が可決されて、MRT会社の設立登記の準備が進められ 、南北線が2019年3月に開業した。
LRT路線の開業も進められており、ジャカルタ LRTが2019年12月に、高速鉄道の始発駅のハリム駅と接続するジャボデベック LRTが2023年8月に開通した。

### バス

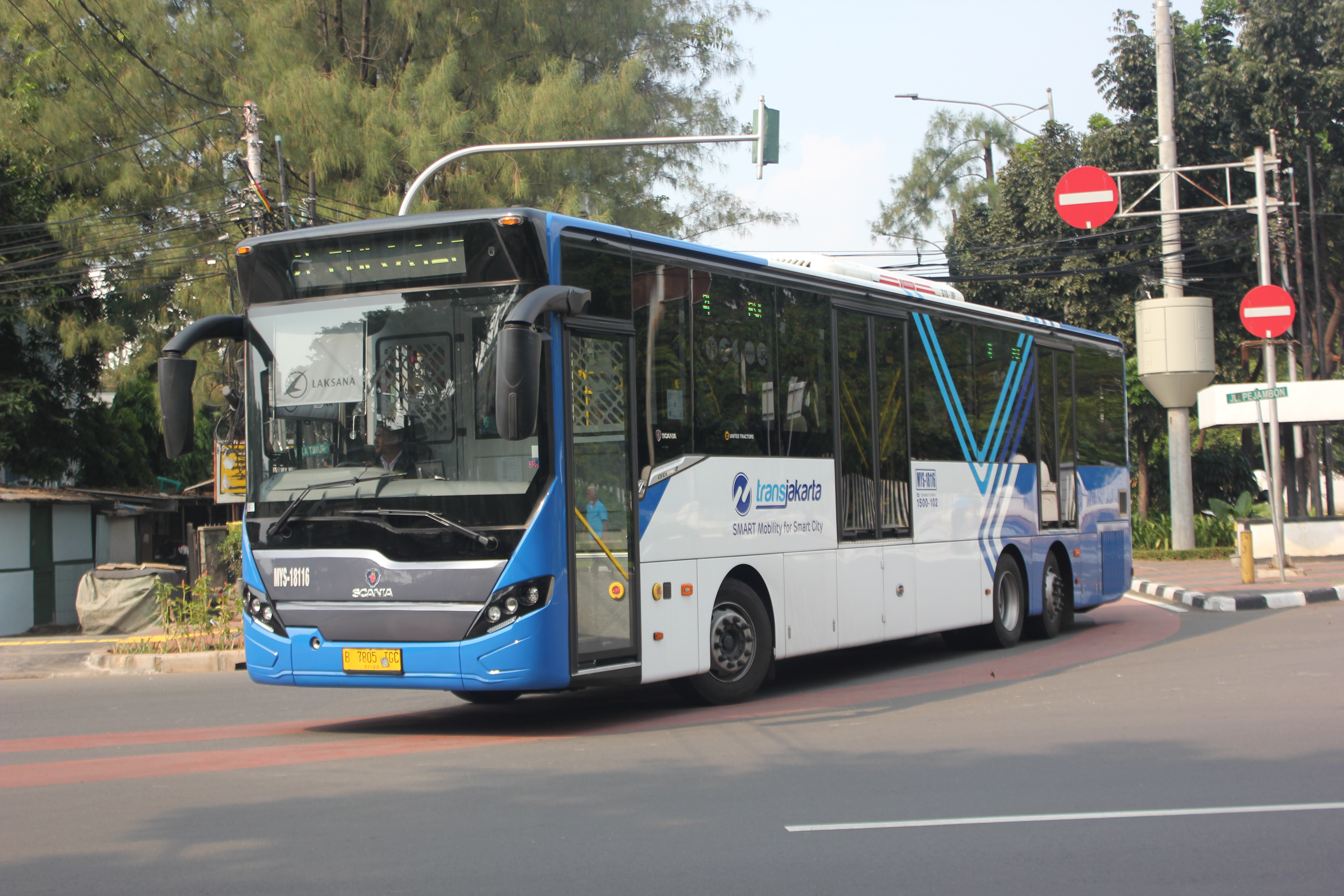
トランスジャカルタの路線バス

トランスジャカルタという専用レーンを走行するバスが7路線で運行されている。ジャカルタ特別州当局では2008年9月までにあと3路線を新設する計画で工事を進めている。当初は運賃が割高なため利用客が少なかったが、政府による燃料費補助削減の影響を受けて自家用車からバスへの転移が進み、徐々に利用者が増加しつつある。
トランスジャカルタ以外にも路線バスが運行されており、中型バスはメトロミニ、コパジャなどと呼ばれている。大型バスでは冷房化が進行している。

### タクシー
ジャカルタ内には42事業者、25,019台のタクシーが登録されており、それ以外に周辺都市から85事業者約16,600台が乗り入れて営業している。
通常のタクシー以外には近年ではスマートフォンを利用した配車アプリである、Grab Car（乗用車）、Grab、GO-JEK（いずれもバイクタクシー）の利用者が急激に増加している。
また道で拾う従来スタイルのOjek(オジェック）と呼ばれる二輪タクシーや、Bajaji（バジャイ）と呼ばれる三輪タクシーも存在し市民の生活の足となっているが、料金交渉が必要である事や、目的地周辺地理をある程度理解しておく必要があり若い層を中心に次第に敬遠される傾向にある。　
尚自転車タクシーであるBecak（ベチャ）は、交通渋滞解消と交通事故時の危険性を理由にジャカルタでの運行は禁止されている。

## 教育

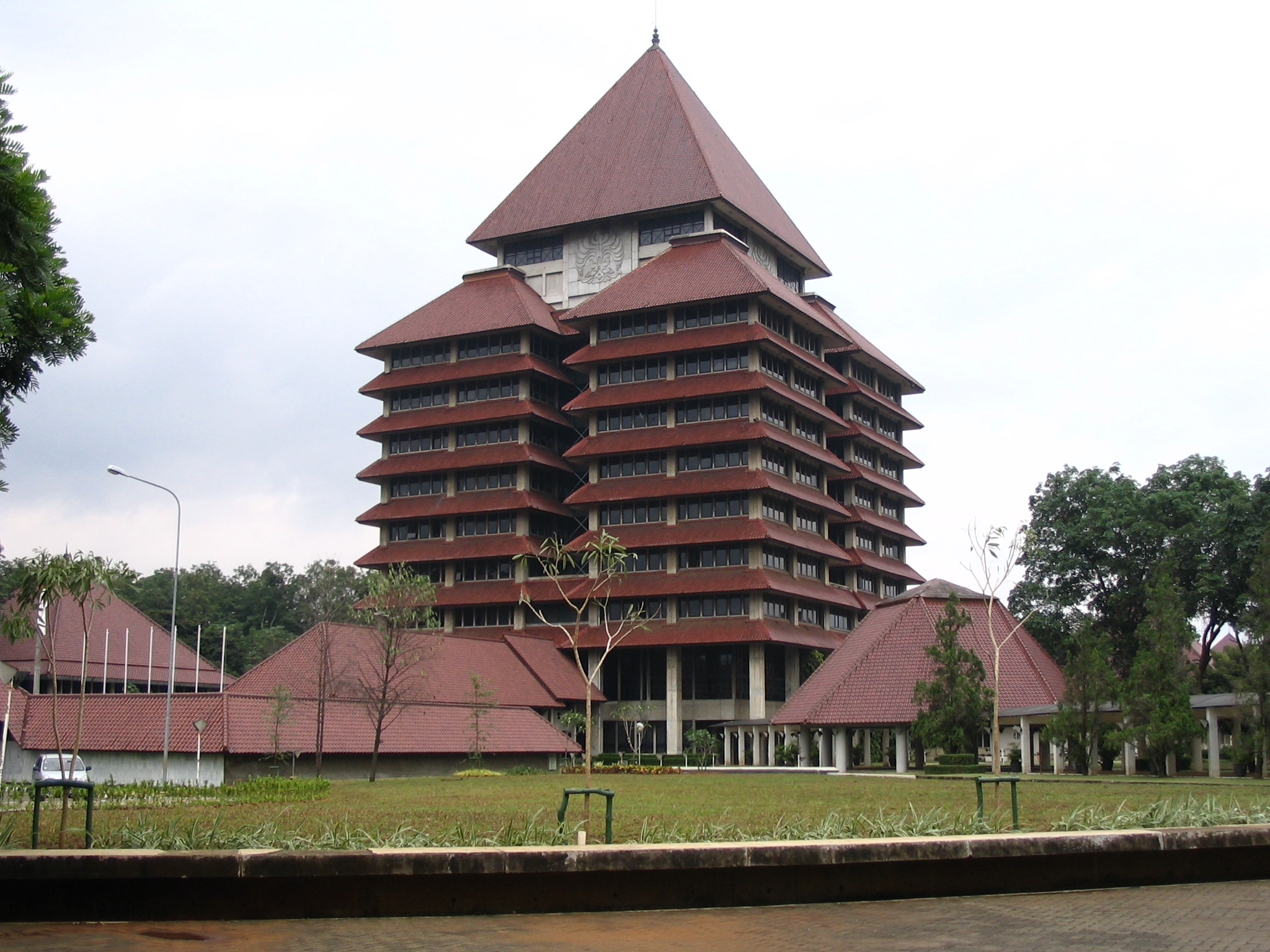
インドネシア大学

ジャカルタには多数の高等教育機関が存在する。以下はその一例。
- インドネシア大学 - ジョグジャカルタのガジャマダ大学と並んで同国を代表する国立大学。
- ジャカルタ国立大学
- ジャカルタ・ムハマディヤ大学 - イスラーム団体・ムハマディヤの大学。
- インドネシア・カトリック大学
- インドネシア・クリスチャン大学
- ビナ・ヌサンタラ大学

なお、ジャカルタには在留邦人の子弟向けのジャカルタ日本人学校 (SEKOLAH JEPANG JAKARTA) (JJS/ Jakarta Japanese School) がある。1969年5月5日開校当時は南ジャカルタのラグナン地区にあったが、現在はジャカルタ郊外のタンゲラン県ビンタロ地区に小学部と中学部、幼年部が設置されている。以下その他参照。

## 姉妹都市
ジャカルタは世界中に姉妹都市を有している。
| - イスラマバード、パキスタン (1984年10月25日-） - ジッダ、サウジアラビア（1979年3月10日-） - ソウル、大韓民国（1984年7月25日-） - 平壌、朝鮮民主主義人民共和国（2007年11月8日-）※インドネシアと北朝鮮は共にCONEFO加盟国であり、繋がりが深い。 - 東京都、日本（1989年10月23日-） - カサブランカ、モロッコ（1991年3月27日-） - ニューサウスウェールズ州、オーストラリア（1994年3月30日-） - パリ、フランス（1995年9月8日-） | - 北京、中華人民共和国（1992年8月4日-） - ベルリン、ドイツ（1993年4月22日-） - ロサンゼルス、アメリカ合衆国（1991年1月21日-） - ロッテルダム、オランダ（1986年8月1日-） |

## その他
- 日本ではジャカルタから伝来したとされる植物に「ジャガタラ」と名付けられたものがある。
  - ジャガタラ芋 -  植物・食物の「ジャガイモ」の名前は、この町から日本に伝来したことから生まれた。16世紀末にジャガタラ芋としてオランダ商船により輸入されたことに起源すると言われる[43]。
  - ジャガタラ柚（ゆ） - ブンタン（ザボン）について『大和本草』では「朱欒（ザンボ）」と記され、京師（京都）では「ジャガタラ柚（ゆ）」と呼ばれているとしている[44]。ただし「ジャガタラ柚（ゆ）」はジャカルタから伝わったブンタンの近縁種で獅子柚子のことともいわれている[44]。
- ジャカルタ日本人学校は、バンテン州タンゲラン県に位置する。（ジャカルタ市内ではない・州境付近）